# Louis-Joseph de Montmorency-Laval
Pour les articles homonymes, voir Laval.
Pour les autres membres de la famille, voir Maison de Montmorency.
Louis-Joseph de Montmorency-Laval, né à Bayers le 11 décembre 1724 et mort le 17 juin 1808 à Altona (duché de Holstein, aujourd'hui Allemagne), est un ecclésiastique français, évêque d’Orléans de 1754 à 1758 ; évêque de Condom de 1758 à 1760 puis 94e évêque de Metz de 1760 à 1801 et grand aumônier de France depuis 1786, nommé cardinal le 30 mars 1789. Pendant la Révolution française, il s'oppose à la constitution civile du clergé. À la fin du mois d'avril 1791, il émigre, d’abord dans la partie germanophone de son diocèse puis, finalement, à Trèves, archidiocèse dont dépend l’évêché de Metz et dont le titulaire, le duc Clément Wenceslas de Saxe est un oncle maternel du roi. Il est alors âgé de 67 ans. Après la signature du Concordat, il commence par résister à l'ordre du pape Pie VII, qui demande la démission de tous les anciens évêques de France.

## Biographie

### De très haute noblesse
Issu de l’illustre maison de Montmorency, il est le fils de Guy-André de Montmorency-Laval et de Marie-Anne de Turménies de Nointel.

### Son parcours ecclésiastique
Il fait des études en Sorbonne et dès 1743, il est abbé commendataire de l’abbaye Sainte-Croix de Bordeaux.
Il obtient une licence de droit canonique et est nommé vicaire général de Sens, puis en 1754, à l’âge de 29 ans, évêque d’Orléans mais, pour cause de scandale dû à sa rigidité face au jansénisme, le roi Louis XV exige sa démission et le fait muter dans le petit diocèse de Condom en 1758.
Retrouvant la confiance du roi, il est nommé en 1760 au siège prestigieux de prince-évêque de Metz à la mort de Claude de Rouvroy de Saint-Simon. En 1766, il est nommé chanoine de la cathédrale de Beauvais, en 1775 de l’abbaye Saint-Arnould de Metz et depuis 1788 de l’abbaye du Mont-Saint-Michel.
Choisi par le roi Louis XVI pour succéder au cardinal de Rohan comme grand aumônier de France en 1786, après la scandaleuse affaire du collier de la reine, il est fait commandeur de l’ordre du Saint-Esprit la même année.
En 1787, il dirige le synode provincial des Trois-Évêchés (évêchés de Metz, Toul et Verdun). Le 30 mars 1789, il est élevé au cardinalat par le pape Pie VI.

### Déceptions
Il eût aimé s’adjoindre comme coadjuteur son neveu Anne-Adrien mais le jeune homme, élevé auprès de lui dans la cité messine, préfère la carrière des armes.
Autre déception, ce prélat, grand seigneur et proche, par ses fonctions, de la famille royale, n'est pas élu par le clergé messin député aux États généraux, au contraire de son petit-neveu Mathieu de Montmorency-Laval, et de son cousin Maximilien-Auguste Bleickard d'Helmstatt.
Il s'oppose à la constitution civile du clergé.

### Émigration
Le 18 avril 1791, le roi annonce son intention de faire ses Pâques, comme l'année précédente à Saint-Cloud. Les radicaux y voient un affront fait à la Constitution civile du clergé, bloquent les carrosses de la suite royale dans laquelle se trouve le cardinal, aumônier de la cour.  Suite à cette altercation, dès la fin du mois d'avril 1791, le cardinal se réfugie dans la partie germanophone de son diocèse puis, finalement, passe la frontière et se rend à Trèves, archidiocèse dont dépend l’évêché de Metz et dont le titulaire, le duc Clément Wenceslas de Saxe est un oncle maternel du roi. Il est alors âgé de 67 ans.
Fin octobre 1792, il se rend à Düsseldorf où il reste jusqu’au 15 février 1793. De là, il rend visite à des émigrés à Maastricht. Fin octobre, il célèbre dans l’église des jésuites de Mannheim une neuvaine de messes pour le repos de l’âme de la reine Marie-Antoinette qui avait été exécutée le 16. Il revint ensuite à Düsseldorf.
Sa cousine Marie-Louise de Montmorency-Laval, dernière abbesse de Montmartre est guillotinée le 24 juillet 1794 à Paris malgré son âge et ses infirmités : âgée de 71 ans, elle était sourde, aveugle et grabataire.
Quelques années plus tard, sur la demande du prétendant en exil et futur Louis XVIII, le cardinal marie, à Mittau, Madame Royale (fille de Louis XVI et de Marie-Antoinette) avec son cousin le duc d’Angoulême (1799).
À cette époque, il réside à Münster et, finalement, à Altona (alors danoise) près de Hambourg probablement en 1796 alors qu’il est déjà dans sa 72e année. Sur sa vie à Altona peu de choses nous ont été transmises. On se souvient encore longtemps qu’il serait allé en soutane rouge par les rues et aurait donné à cette occasion de l’argent aux enfants. Celui qui lui servait la messe le plus souvent était un certain Aloys Kleyser qui possédait une auberge dans la rue appelée « Grosse Freiheit », à proximité de l’église catholique (??? référence?) de Cilicie, au sud de l'actuelle Turquie

### Dernières années
Son âge avancé lui interdit probablement un rôle très actif, comme certains de ses compagnons d’infortune. Outre une gouvernante, il a à son service une religieuse de l’ordre de Saint-Vincent, probablement pour le soigner. Après la mort du cardinal, cette dernière reçoit une somme d’argent en legs.
Quand le pape Pie VII invite tous les évêques français à démissionner à la suite du Concordat signé avec Bonaparte, le cardinal septuagénaire ne peut se décider à cette démarche. Il reste en exil et garde jusqu’à sa fin de sa vie son titre d’évêque de Metz.
Il meurt à 84 ans, le 17 juin 1808 et est inhumé dans la crypte de l’église Saint-Joseph dans la « Grosse Freiheit ». Presque cent ans plus tard, le 4 juillet 1900, Metz et Altona n’étant plus séparées par une frontière, ses restes sont transférés et inhumés dans la crypte de la cathédrale de Metz. La crypte de l’église Saint-Joseph d’Altona est détruite par un bombardement pendant la Seconde Guerre mondiale.
De son héritage on fait d’abord un inventaire, on le met sous scellés et plus tard, en 1810, le tout est vendu aux enchères, et le produit de vente distribué à la famille du cardinal. De son vivant, il a déjà légué le nécessaire de sa chapelle domestique à son vicaire général, Henri de Chambre d'Urgons, évêque auxiliaire et évêque titulaire d'Orope (de) (Cilicie, au sud de l'actuelle Turquie).

## Publications
- Ordonnance de monseigneur l’évêque d’Orléans, portant interdit de l’église de Saint-Pierre-Lentin, et défense de célébrer le service ordonné par l’arrêt du parlement du 29 août 1755. (Signé : Louis-Joseph 29 octobre 1756.). - (s.l.n.d.). - In-4 ̊ ;
- Mandement de Mgr l’évêque d’Orléans, portant adhésion au mandement de Mgr l’archevêque de Paris, du 19 septembre 1756. [-Discours de Mgr Nicolas-Joseph de Paris… aux curés du diocèse, assemblés en retraite au séminaire dans les premiers jours de novembre 1756.]. - (s.l.n.d.). - In-4 ̊, 8 p. ;
- Catéchisme du diocèse de Metz, imprimé par l’ordre de monseigneur l’illustrissime & révérendissime évêque de Metz, prince du Saint Empire ; pour être seul enseigné dans tout son diocèse. - À Metz, chez Jean-Baptiste Collignon, imprimeur de Son Excellence Monseigneur l’Evêque, à la Bible d’or. 1788. - 132 p. ; in-12.

## Armoiries
D'or à la croix de gueules cantonnée de seize alérions d'azur ordonnés 2 et 2 et chargée de cinq coquilles d'argent,.